# کیوجی کوتسونا
کیوجی کوتسونا (ژاپنی: 忽那 喬司؛ زادهٔ ۲۰ اوت ۱۹۹۷) یک بازیکن فوتبال اهل ژاپن است.
از باشگاه‌هایی که در آن بازی کرده‌است می‌توان به باشگاه فوتبال اهیمه اشاره کرد.